# خالد محمد (لاعب كرة قدم قطري)
خالد محمد لاعب كرة قدم قطري . يلعب حالياً في نادي الوكرة معار من نادي الدحيل ومنتخب قطر.
لعب في نادي الجيش وليدز يونايتد في الفئات السنية و نادي الدحيل وكولتورال ليونيسا و أعير إلى نادي قطر مطلع عام 2019 و أعير إلى النادي الأهلي في شهر مارس 2020 و أعير مرة أخرى إلى الأهلي في عام 2021 و أعير إلى نادي الوكرة في عام 2024.

## منتخب قطر
في 3 يناير / كانون الثاني 2019 ، بعد إصابة أحمد معين ، تم ضم خالد محمد إلى المنتخب القطري في كأس آسيا 2019 في الإمارات العربية المتحدة .

## وصلات خارجية
- خالد محمد على موقع قاعدة بيانات كرة القدم.إي يو (الإنجليزية)
- خالد محمد على موقع Soccerway.com (الإنجليزية)
- خالد محمد على موقع عالم كرة القدم.نت (الإنجليزية)